# Altangadasyn Sodnomdardżaa
Altangadasyn Sodnomdardżaa (mong. Алтангадасын Содномдаржаа; ur. 16 stycznia 1968 w Ułan Bator) – mongolski łyżwiarz szybki, olimpijczyk.
Na zimowych igrzyskach olimpijskich w Albertville wystartował w łyżwiarskich wyścigach na 1000 i 1500 metrów, zajmując odpowiednio miejsca 42. i 43.
Jego rekordy życiowe na poszczególnych dystansach to: 500 m – 39,5 (1992); 1000 m – 1:21,40 (1992); 1500 m – 2:04,6 (1990); 5000 m – 7:28,0 (1991); 10000 m – 15:27,4 (1990).